# Lichomolgidae
Lichomolgidae é uma família de copépodes pertencentes à ordem Cyclopoida.

## Géneros
Géneros (lista incompleta):
- Ascidioxynus Humes & Stock, 1972
- Astericola Rosoll, 1888
- Boholia Kossmann, 1872